# 對面洲
22°32′23″N 114°18′26″E / 22.53972°N 114.30722°E
對面洲（英語：Tui Miu Chau），位於新界東北海域，在吉澳和娥眉洲中間，面積約0.11平方千米。因為和吉澳洲的王角嶺只相隔一百米左右的海峽，因此被稱為對面洲。又因為在娥眉洲紅花嶺上看過來的時候將一隻掉在海中的山羊，又稱羊洲。